# Jorge Ruiz Aguilar
Jorge Raúl Ruiz Aguilar (San Juan, 2 de noviembre de 1927 - ibídem, 7 de julio de 1997) fue un político y médico argentino, perteneciente al Partido Bloquista, que ocupó el cargo de Gobernador de San Juan entre el 15 de noviembre de 1985 y el 9 de diciembre de 1987 tras la renuncia de Leopoldo Bravo.

## Biografía
Se recibió de Médico cirujano en la Ciudad de Córdoba en 1955, y regresó a San Juan. Nombrado secretario técnico del Hospital Rawson de la ciudad y Subdirector en la década de 1960, más tarde, alcanzó la presidencia del Colegio Médico en la década de 1970 y fue Jefe del servicio de urgencias de aquel hospital en la década de 1980.
En paralelo a su actividad en el Hospital Rawson, comenzó su militancia en el bloquismo, llegando a desempeñarse como diputado provincial en la década de 1960. En 1980 alcanzó la vicepresidencia del Partido Bloquista. El autodenominado Proceso de Reorganización Nacional lo designó Intendente de San Juan entre 1981 y 1983.
Con el retorno de la democracia en 1983, es electo vicegobernador acompañando a Leopoldo Bravo, dirigente bloquista con el cual mantenía diferencias. En noviembre de 1985, Bravo renuncia tras la derrota del bloquismo en las elecciones legislativas. Ruiz Aguilar en principio también renuncia con él, pero desiste para evitar un nuevo llamado a elecciones.Durante su tercer gobierno de Bravo hizo destituir a toda la Corte de Justicia que avaló el reclamo de dos diputadas expulsadas de la Cámara por "inconducta partidaria" dónde Aguilar avalo la conducta del gobernador lo que llevó al enfrentamiento con la legislatura provincial y pedidos de juicio político.
Era conocido por su miedo a volar, por lo cual para realizar sus habituales tareas se trasladaba en tren o en automóvil. En una ocasión llegó tarde a una audiencia con el presidente Raúl Alfonsín debido a que el tren en que se trasladaba a Buenos Aires sufrió un desperfecto técnico.
Falleció en su casa a los 69 años, tras largas complicaciones debido a la diabetes. Se casó y tuvo un hijo y tres hijas.